# 1906 год в России

## Январь
- 3 января — пала Красноярская республика
- 9 января — во Владивостоке матросы Сибирского экипажа захватили склад с оружием
- 10 января
  - Прекратила своё существование Гурийская республика.
  - Расстреляна демонстрация во Владивостоке
- 11 января — с выступления артиллеристов Иннокентьевской батареи началось восстание владивостокского гарнизона. Возникла «Владивостокская республика»
- 22 января — царскими войсками подавлена Читинская республика.
- 26 января — подавлено восстание во Владивостоке
- 31 января — В подмосковной Коломне прошло первое собрание членов Клуба любителей шахматной игры — одного из старейших шахматных клубов России

## Февраль
- 13 февраля — Ограбление Госбанка в Гельсингфорсе
- февраль—март — Выборы в I Государственную Думу. Наибольшее количество мест (176) получила Конституционно-демократическая партия Павла Милюкова

## Март
- 8 марта — разогнан Совет рабочих депутатов Баку
- 9 марта — флигель-адъютантом Джунковским утверждён Устав Коломенского клуба любителей шахматной игры.
- 20 марта — Манифест 20 февраля 1906 года.
- 28 марта — Убийство Георгия Гапона.
- 29 марта — Начало Азиатской экспедиции Маннергейма

## Май
- 10 мая — первое заседание Государственной думы Российской империи

## Июнь
- 1—3 июня — Белостокский погром.
- 18 июня — прекратила своё существование Марковская республика.

## Июль
- 5 июля — Пожар в Сызрани
- 11 июля — началась забастовка на промыслах братьев Нобель в Баку
- 20 июля — принятие финским сеймом Конституции.
- 21 июля — Убийство самарского губернатора Ивана Блока
- 22 июля — депутаты распущенной I Государственной думы Российской империи подписали Выборгское воззвание.
- 23 июля — вышел первый номер первой газеты на осетинском языке «Ирон газет», учреждение издательского общества «Ир» во Владикавказе.
- 31 июля — Убийство Герценштейна
- 31 июля—2 августа — Свеаборгское восстание

## Август
- 15 августа — скоординированные террористические акты в царстве польском
- 18 августа — неудачное покушение на Варшавского генерал-губернатора Георгия Скалона.
- 25 августа — неудачное покушение эсеров-максималистов на премьер-министра Петра Столыпина

## Сентябрь
- 17 сентября — началась двухдневная забастовка в Баку

## Октябрь
- 11 октября — в Баку учреждено градоначальство

## Ноябрь
- 9 ноября — начало аграрной реформы П. А. Столыпина. Указ о выходе крестьян из общины.
- 23 ноября — в Вильнюсе вышел первый номер регулярной белорусской газеты «Наша нива».

## Декабрь
- 22 декабря — состоялось первое публичное театральное представление на татарском языке, положившее начало профессиональному татарскому театру.

## Родились
- 25 сентября — Дмитрий Шостакович, советский композитор[1]